# Belarus (entreprise)
Pour les articles homonymes, voir Belarus (homonymie).

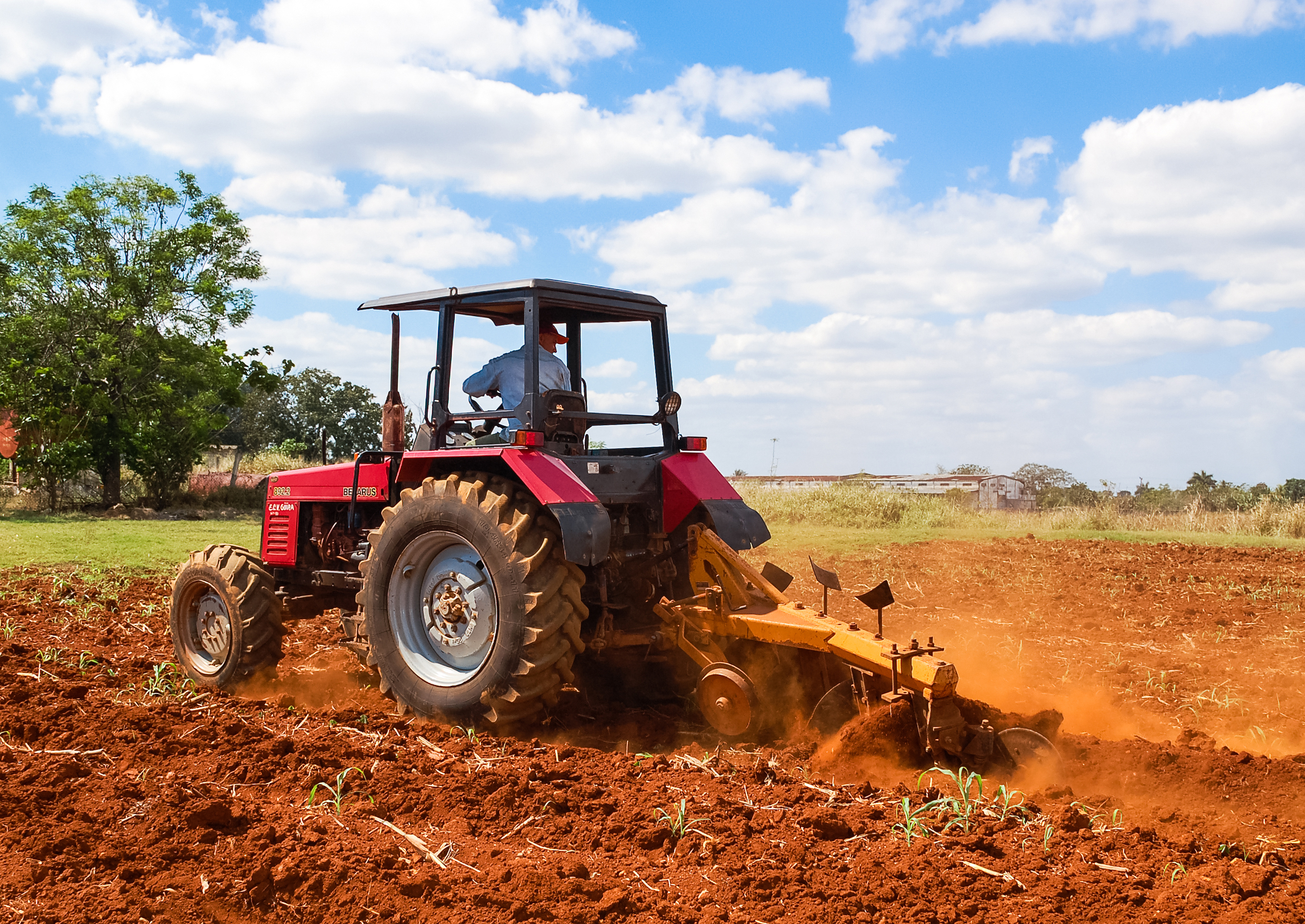
Un tracteur Belarus 892 en action.

Belarus (en alphabet cyrillique : Беларусь) est une marque du constructeur biélorusse de machines agricoles et de sylviculture Minski Traktorny Zavod (MTZ) (en biélorusse : Мі́нскі тра́ктарны заво́д (МТЗ), en russe : Минский тракторный завод (МТЗ), parfois désigné sous le nom en anglais : Minsk Tractor Works (MTW) ; des noms qui signifient en français : « usine de tracteur de Minsk »), entreprise fondée le 29 mai 1946 à Minsk, à l’époque en URSS, employant actuellement environ 30 000 salariés dans ses onze usines et produisant 62 modèles de tracteurs déclinés en de nombreuses variantes.
Hors de Biélorussie, six usines d’assemblage du groupe sont implantées en Chine, en Serbie, au Viêt Nam, au Venezuela, en Algérie et au Kazakhstan. Autrefois, selon les époques et les pays, les produits de ce constructeur ont été commercialisés sous les marques : MTZ, MTW, Minsk Tractor Works et Avto.
Jusque dans les années 1970, ce sont sous les marques Avto ou Avto Belarus que des tracteurs étaient proposés en France. Après une absence de ce constructeur du marché français pendant de nombreuses années, un importateur y propose à nouveau depuis 2013 des tracteurs, équipements et pièces détachées sous la marque Belarus.

## Modèles

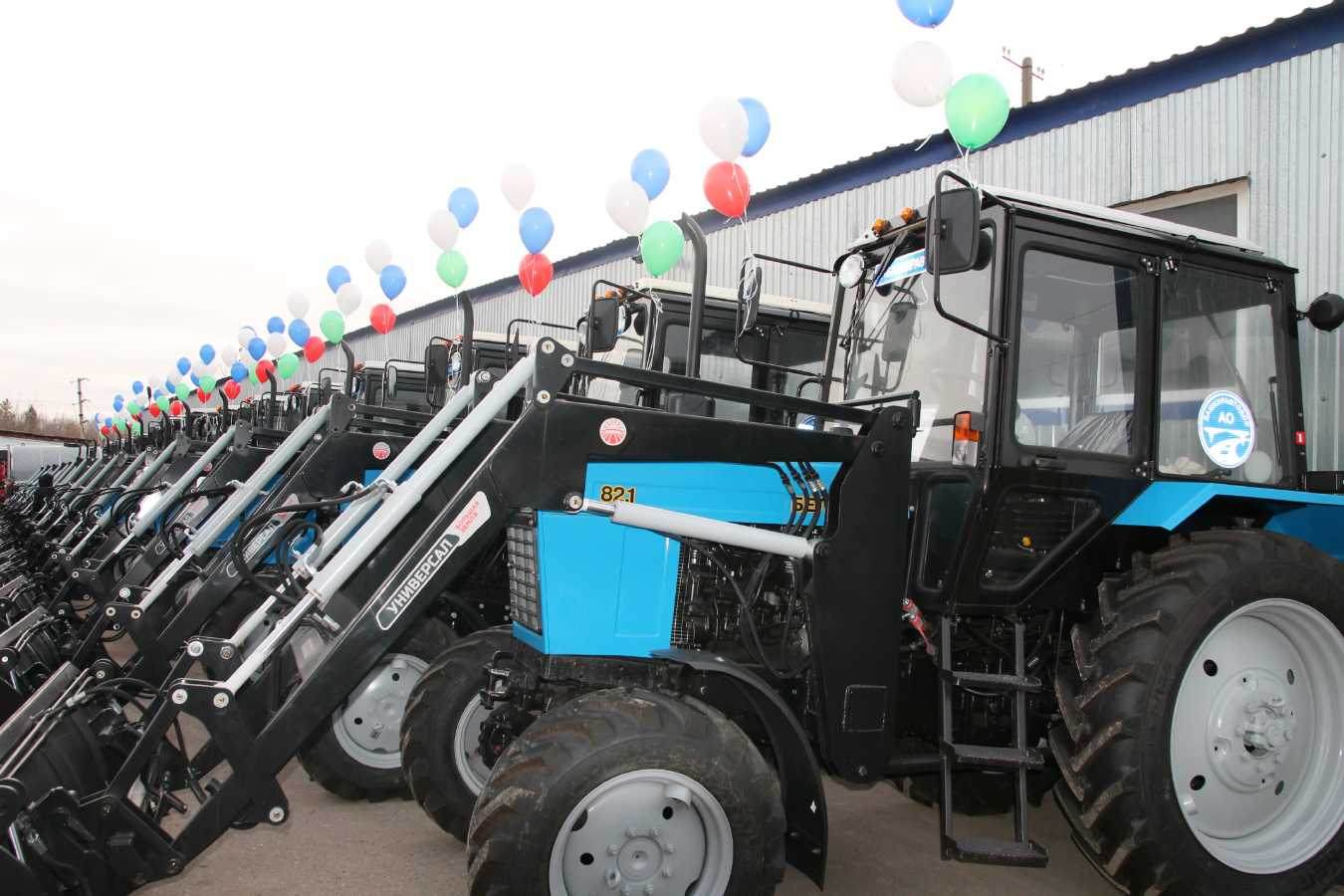
Tracteur MTZ-82.1 avec chargeur frontal

- MTZ-2
- MTZ-5
- MTZ-50
- MTZ-80